# Топожищево-Старе
Топожищево-Старе (пол. Toporzyszczewo Stare) — село в Польщі, у гміні Бондково Александровського повіту Куявсько-Поморського воєводства.
Населення — 170 осіб (2011).
У 1975-1998 роках село належало до Влоцлавського воєводства.

## Демографія
Демографічна структура станом на 31 березня 2011 року:
|          | Загалом | Допрацездатний вік | Працездатний вік | Постпрацездатний вік |
| -------- | ------- | ------------------ | ---------------- | -------------------- |
| Чоловіки | 83      | 23                 | 55               | 5                    |
| Жінки    | 87      | 18                 | 51               | 18                   |
| Разом    | 170     | 41                 | 106              | 23                   |